# Carlos Franco (periodista)
Carlos Franco Alarcón (Concepción, 21 de julio de 1980) es un periodista, presentador de noticias chileno, y académico de la Escuela de Periodismo de la Universidad Adolfo Ibánez.

## Biografía
Estudió periodismo en la Universidad Católica de la Santísima Concepción, titulándose en el 2004.  

## Carrera profesional
Desde el 2004 hasta el 2008 fue comentarista internacional en Teletrece. Como enviado especial cubrió importantes noticias como la masacre de Virginia Tech (Estados Unidos), el cierre de Radio Caracas Televisión (Venezuela), el referéndum autonómico de los departamentos de la medialuna, en Bolivia; el conflicto palestino-israelí (en Sderot, Haifa y Cisjordania) y el histórico paro del agro argentino. 
En 2008 volvió a CNN, la cadena de noticias que lo vio nacer como periodista en 2003 en la ciudad de Atlanta, lo reclutó para fundar CNN Chile junto a un selecto grupo de periodistas. En dicha estación condujo varias ediciones de noticias: Mañana en Directo, Noticias Express y Express Matinal junto a las periodistas Mirna Schindler y Carola Fuentes. Además, creó junto al periodista Andrés Fuenzalida el programa de noticias internacionales "Coordenadas" del cual fue conductor. 
En 2012 condujo el programa Hoy en la radio de Radio Biobio.
El mismo año se integró al equipo de UCV Televisión Noticias como editor del área de reportajes del departamento de prensa y conductor de noticieros. Compartió pantalla junto a las periodistas Ángeles Araya y Mónica Sanhueza, en la edición de la tarde de UCV Televisión Noticias.
Actualmente conduce el late show "Hablando Franco con Carlos Franco", de la productora "Planeta Kabezón"   junto al director de televisión Roberto Aparicio, que transmiten a través de Internet en https://web.archive.org/web/20160319231405/http://hablandofranco.tv/. 
Además Franco es Columnista de Huffington Post Voces y académico de la Escuela de Periodismo de la Universidad Adolfo Ibánez desde 2013.

## Libro
Junto a Andrés Fuenzalida escribieron el libro "Números que hacen noticia” de Uqbar Editores.  Este un texto introductorio pensado como manual para estudiantes y periodistas que buscan maximizar la efectividad de una noticia a través de datos y estadísticas. Incluye entrevistas a destacados exponentes de la materia.